# Macierz logiczna
Macierz logiczna – macierz, której elementy należą do dwuelementowego zbioru {0, 1}. Wartości 1 i 0 interpretuje się kolejno jako wartości logiczne prawda i fałsz. Taka macierz może być wykorzystywana do reprezentacji relacji dwuargumentowej pomiędzy parą skończonych zbiorów.

## Macierzowa reprezentacja relacji
Niech {\displaystyle R} będzie relacją dwuargumentową pomiędzy skończonymi zbiorami indeksowanymi {\displaystyle X} i {\displaystyle Y} (więc {\displaystyle R\subseteq X\times Y}), wówczas {\displaystyle R} może być reprezentowane przez macierz sąsiedztwa {\displaystyle M.} Przyjmijmy, że {\displaystyle i} to liczba całkowita z zakresu od 1 do moc zbioru {\displaystyle X,} a {\displaystyle j} jest liczbą całkowitą z zakresu od 1 do mocy zbioru {\displaystyle Y.} Niech {\displaystyle x_{i}\in X\wedge y_{j}\in Y.} Odpowiednie elementy macierzy {\displaystyle M} są zdefiniowane jako:
{\displaystyle M_{i,j}={\begin{cases}1&(x_{i},y_{j})\in R\\0&(x_{i},y_{j})\not \in R\end{cases}}}

### Przykład
Niech {\displaystyle R} będzie relacją dwuargumentową określoną na zbiorze {\displaystyle A=\{1,2,3,4,5\}.} Niech {\displaystyle a,b\in A,aRb\Leftrightarrow a=b-1\vee a=b+2.} Można z tego wywnioskować, że:
{\displaystyle R=\{(1,2),(2,3),(3,1),(3,4),(4,5),(4,2),(5,3)\}.}
Odpowiadający zapis w postaci macierzy logicznej:
{\displaystyle {\begin{bmatrix}0&1&0&0&0\\0&0&1&0&0\\1&0&0&1&0\\0&1&0&0&1\\0&0&1&0&0\end{bmatrix}}.}

## Inne przykłady
- Macierz sąsiedztwa reprezentująca graf prosty, gdzie kolumny i wiersze reprezentują wierzchołki, a elementy macierzy o wartości 1 reprezentują krawędzie.
- Macierz permutacji (forma zapisu permutacji).
- Zbiór {\displaystyle m} liczb B-gładkich takich, że żaden czynnik pierwszy nie jest więcej niż jednokrotny, może być reprezentowany jako macierz logiczna wymiaru {\displaystyle m\times \pi (B),} gdzie {\displaystyle \pi } to funkcja określająca ilość liczb pierwszych mniejszych od {\displaystyle B.} Element {\displaystyle a_{ij}} macierzy równa się 1 wtedy i tylko wtedy gdy, {\displaystyle j}-ta liczba pierwsza dzieli {\displaystyle i}-tą liczbę. Taka reprezentacja może być użyteczna w sicie kwadratowym.
- Reprezentacja bitmapy zawierającej dwa kolory.
- Użycie macierzy logicznych do zaimplementowania zasad gry Go .

## Niektóre własności
Reprezentacja macierzowa relacji równości na zbiorze skończonym jest macierzą identycznościową.
Jeśli zbiór {0, 1} zostanie potraktowany jako półpierścień, gdzie działanie addytywne jest interpretowane jako alternatywa, a działanie multiplikatywne jako koniunkcja, to macierzowa reprezentacja złożenia dwóch relacji jest równa wynikowi mnożenia macierzy logicznych odpowiadających tym relacjom. Wynik tego mnożenia może być obliczony w czasie {\displaystyle O(n^{2})}.
Liczba różnych macierzy logicznych wymiaru {\displaystyle m\times n} jest równa {\displaystyle 2^{mn}} z czego wynika, że jest skończona.